# 金伯利进程国际证书制度

参加金伯利进程的国家

《金伯利进程国际证书制度》简称金伯利进程（Kimberley Process），是指对毛坯钻石进出口贸易所实施的一项监管制度，其目的是为了根除非洲血钻石的非法贸易，维护非洲地区的和平与稳定。
2002年11月，联合国大会第55/56号决议通过了《金伯利进程国际证书制度》，2003年1月1日起正式实施。这项制度规定，出口国必须为每一批出口的毛坯和半成品钻石封装并由出口国政府主管机构签发的金伯利进程证书，进口国政府在验明出口国官方证书无误后，方可准予进口。对未附有金伯利进程成员签发的证明书的毛坯钻石进口以及面向非金伯利进程成员的毛坯钻石的出口都是禁止的。

## 相关政策
国家质检总局是中国《金伯利进程国际证书制度》的实施管理机构，国家质检总局指定的出入境检验检疫机构负责对进、出口毛坯钻石的原产国或来源国进行核查检验。

## 影音资料
电影《血钻》有对金伯利进程产生过程的描述。